# اوچبلاغ (کوثر)
اوچبلاغ یک منطقهٔ مسکونی در ایران است که در دهستان سنجبد غربی واقع شده‌است. اوچبلاغ ۳۹ نفر جمعیت دارد.